# 1997. évi nyári európai ifjúsági olimpiai napok
Az 1997. évi nyári európai ifjúsági olimpiai napok, hivatalos nevén a IV. nyári európai ifjúsági olimpiai napok egy több sportot magába foglaló nemzetközi sportesemény, melyet 1997. július 18. és július 24. között rendeztek Lisszabonban, Portugáliában.

## A magyar érmesek
| Érem  | Versenyző       | Sportág   | Versenyszám |
| ----- | --------------- | --------- | ----------- |
| Arany | Szilágyi László | Cselgáncs | 86 kg       |
| Arany | Till Regina     | Cselgáncs | 52 kg       |
| Ezüst | Nagy Viktória   | Cselgáncs | 48 kg       |

## Éremtáblázat
| Az 1997. évi nyári európai ifjúsági olimpiai napok éremtáblázata | Az 1997. évi nyári európai ifjúsági olimpiai napok éremtáblázata | Az 1997. évi nyári európai ifjúsági olimpiai napok éremtáblázata | Az 1997. évi nyári európai ifjúsági olimpiai napok éremtáblázata | Az 1997. évi nyári európai ifjúsági olimpiai napok éremtáblázata | Olimpia  |
| ---------------------------------------------------------------- | ---------------------------------------------------------------- | ---------------------------------------------------------------- | ---------------------------------------------------------------- | ---------------------------------------------------------------- | -------- |
|                                                                  | Ország                                                           | Arany                                                            | Ezüst                                                            | Bronz                                                            | Összesen |
| 1.                                                               | Oroszország                                                      | 18                                                               | 13                                                               | 11                                                               | 42       |
| 2.                                                               | Ukrajna                                                          | 11                                                               | 5                                                                | 6                                                                | 22       |
| 3.                                                               | Egyesült Királyság                                               | 10                                                               | 2                                                                | 11                                                               | 23       |
| 4.                                                               | Németország                                                      | 6                                                                | 4                                                                | 9                                                                | 19       |
| 5.                                                               | Franciaország                                                    | 4                                                                | 10                                                               | 7                                                                | 21       |
| 6.                                                               | Olaszország                                                      | 4                                                                | 6                                                                | 6                                                                | 16       |
| 7.                                                               | Románia                                                          | 3                                                                | 5                                                                | 4                                                                | 12       |
| 8.                                                               | Ausztria                                                         | 3                                                                | 1                                                                | 3                                                                | 7        |
| 9.                                                               | Finnország                                                       | 3                                                                | 1                                                                | 2                                                                | 6        |
| 10.                                                              | Svédország                                                       | 2                                                                | 4                                                                | 3                                                                | 9        |
| 11.                                                              | Spanyolország                                                    | 2                                                                | 2                                                                | 3                                                                | 7        |
| 12.                                                              | Dánia                                                            | 2                                                                | 2                                                                | 0                                                                | 4        |
| 13.                                                              | Belgium                                                          | 2                                                                | 1                                                                | 8                                                                | 11       |
| 14.                                                              | Izland                                                           | 2                                                                | 1                                                                | 1                                                                | 4        |
|                                                                  | Írország                                                         | 2                                                                | 1                                                                | 1                                                                | 4        |
| 16.                                                              | Magyarország                                                     | 2                                                                | 1                                                                | 0                                                                | 3        |
| 17.                                                              | Szlovákia                                                        | 2                                                                | 0                                                                | 0                                                                | 2        |
| 18.                                                              | Fehéroroszország                                                 | 1                                                                | 4                                                                | 2                                                                | 7        |
| 19.                                                              | Hollandia                                                        | 1                                                                | 2                                                                | 5                                                                | 8        |
| 20.                                                              | Görögország                                                      | 1                                                                | 2                                                                | 3                                                                | 6        |
| 21.                                                              | Csehország                                                       | 1                                                                | 2                                                                | 1                                                                | 4        |
| 22.                                                              | Grúzia                                                           | 1                                                                | 1                                                                | 1                                                                | 3        |
| 23.                                                              | Jugoszlávia                                                      | 1                                                                | 0                                                                | 1                                                                | 2        |
| 24.                                                              | Ciprus                                                           | 1                                                                | 0                                                                | 0                                                                | 1        |
| 25.                                                              | Svájc                                                            | 0                                                                | 3                                                                | 1                                                                | 4        |
|                                                                  | Törökország                                                      | 0                                                                | 3                                                                | 1                                                                | 4        |
| 27.                                                              | Szlovénia                                                        | 0                                                                | 2                                                                | 2                                                                | 4        |
| 28.                                                              | Litvánia                                                         | 0                                                                | 2                                                                | 1                                                                | 3        |
| 29.                                                              | Lengyelország                                                    | 0                                                                | 1                                                                | 3                                                                | 4        |
| 30.                                                              | Portugália                                                       | 0                                                                | 1                                                                | 2                                                                | 3        |
| 31.                                                              | Izrael                                                           | 0                                                                | 1                                                                | 1                                                                | 2        |
| 32.                                                              | Norvégia                                                         | 0                                                                | 1                                                                | 0                                                                | 1        |
|                                                                  | Örményország                                                     | 0                                                                | 1                                                                | 0                                                                | 1        |
| 34.                                                              | Bulgária                                                         | 0                                                                | 0                                                                | 1                                                                | 1        |
|                                                                  | Horvátország                                                     | 0                                                                | 0                                                                | 1                                                                | 1        |
|                                                                  |                                                                  |                                                                  |                                                                  |                                                                  |          |
| Összesen                                                         | Összesen                                                         | 85                                                               | 85                                                               | 101                                                              | 271      |